# Cochemer Sesselbahn
Die Cochemer Sesselbahn (auch Pinnerkreuzbahn) in Cochem an der Mosel ist eine Einseilumlaufbahn und führt von Cochem zum 255 m hoch gelegenen Aussichtspunkt Pinnerkreuz. Ebenfalls von der Bergstation zu erreichen ist der Wild- und Freizeitpark Klotten.
Die Sesselbahn wurde im Sommer 1955 in Betrieb genommen. Sie wurde von der Firma Pohlig AG aus Köln erbaut und verfügt über 30 fix geklemmte Doppelsessel. Die schiefe Bahnlänge beträgt 360 m und der Höhenunterschied 155 m. Zwischen der Talstation an der Endert und der Bergstation befinden sich sieben Stützen, wovon eine Stütze als Doppelstütze ausgeführt wurde. Das Förderseil hat einen Durchmesser von 24 mm. Die größte Fahrbahnneigung beträgt 65 %. Längste Spannweite ist 90 m. Betrieben wird die Bahn jeweils von Mitte März bis November.

## Bilder

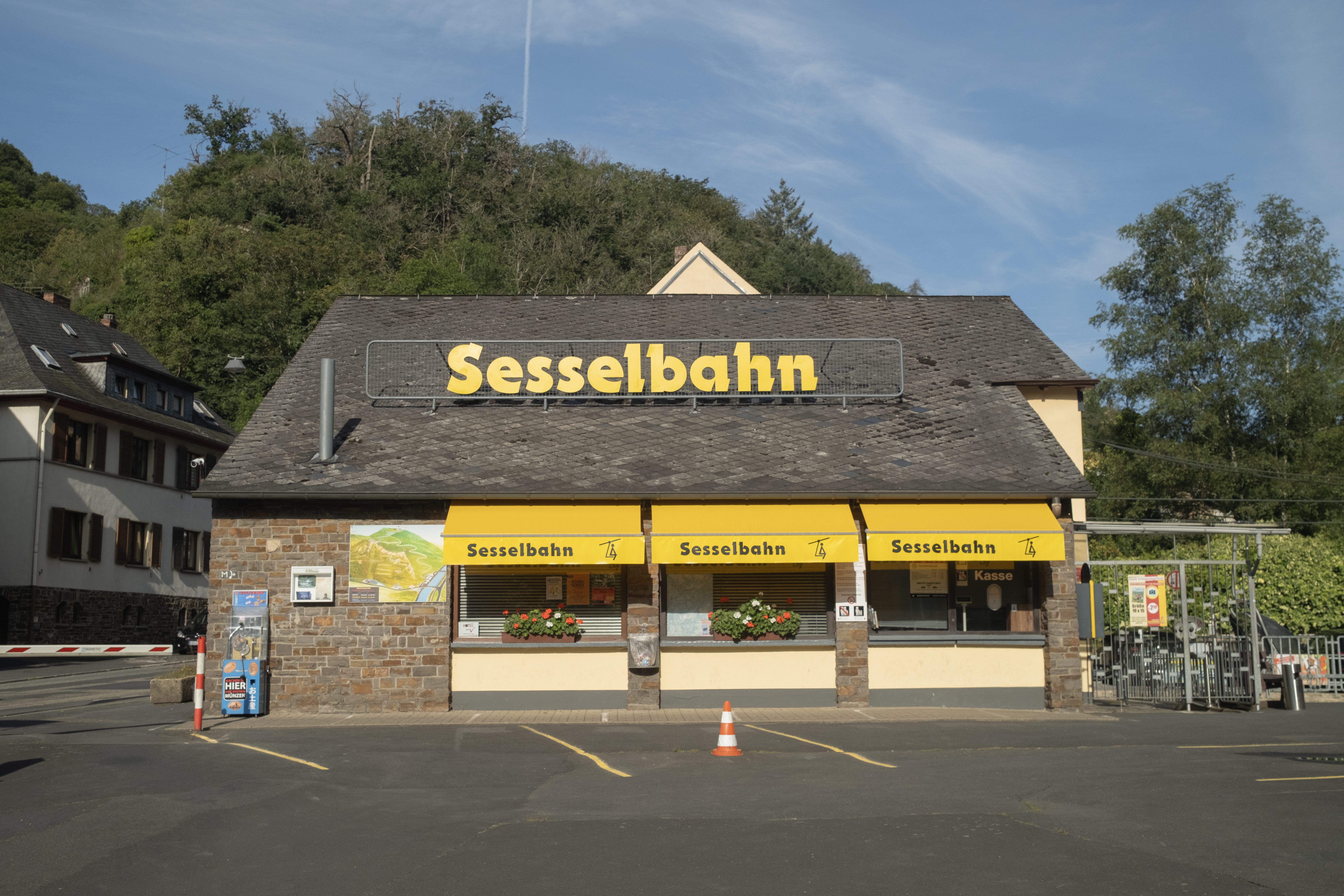
Talstation
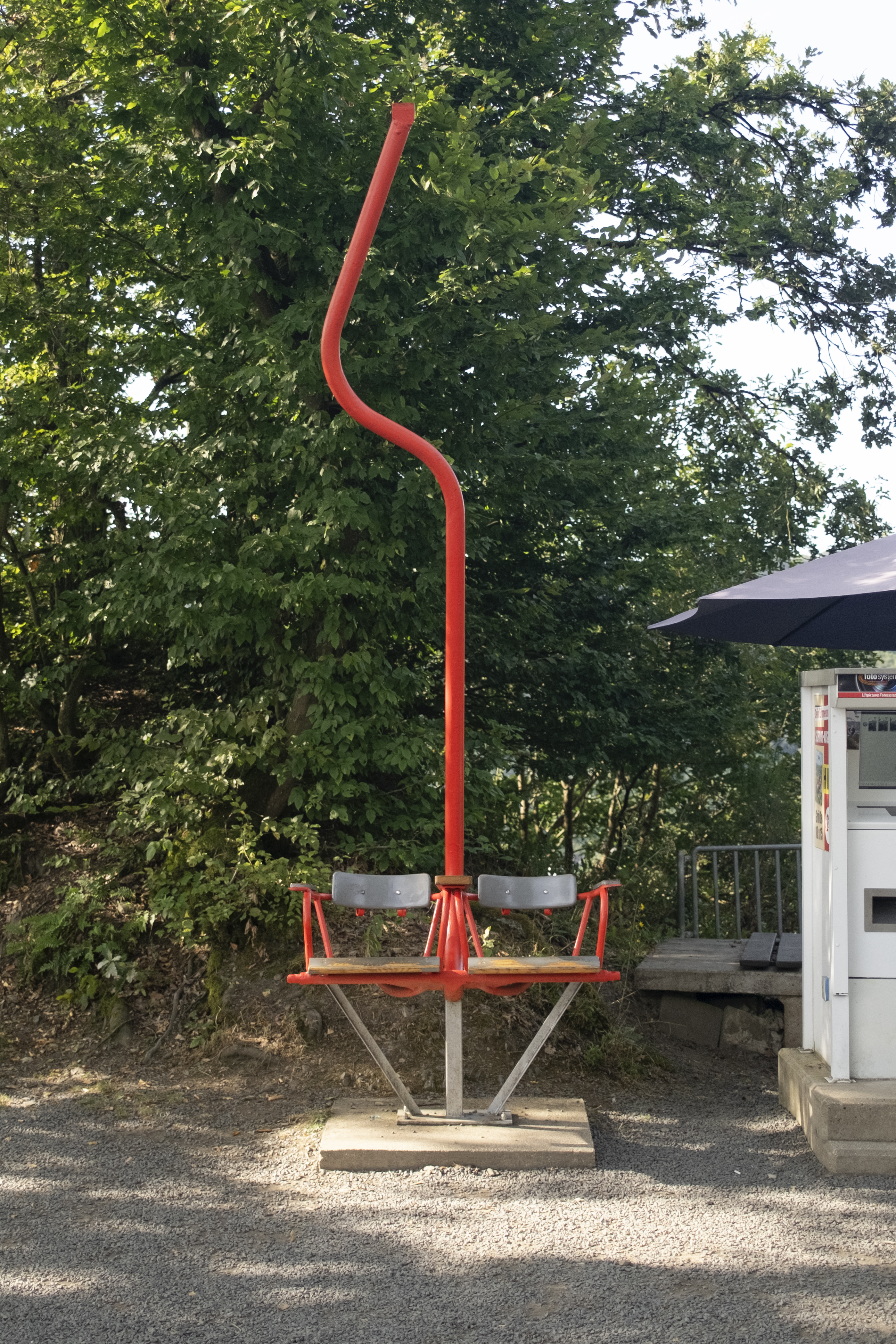
Zweisitzer-Sessel
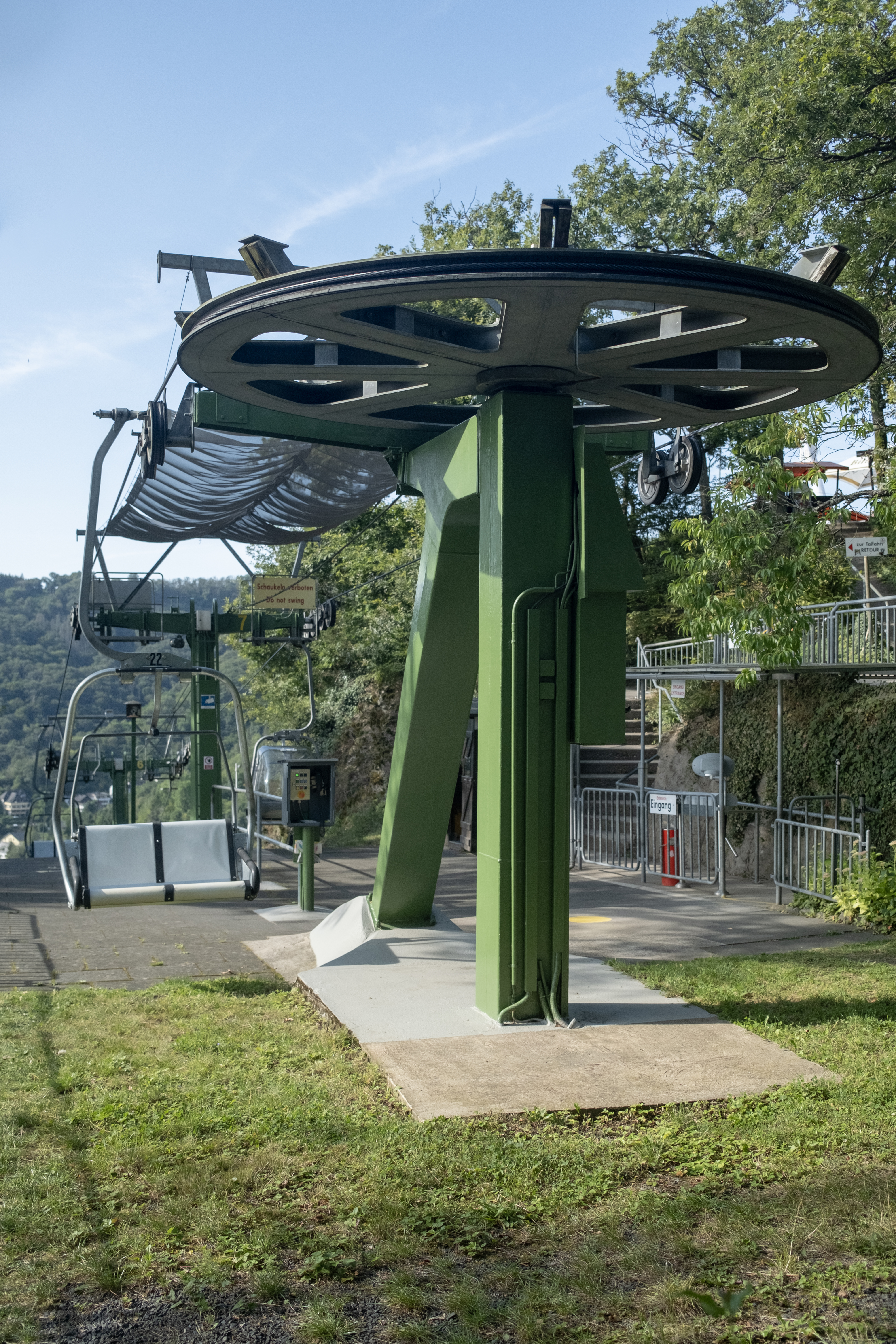
Bergstation
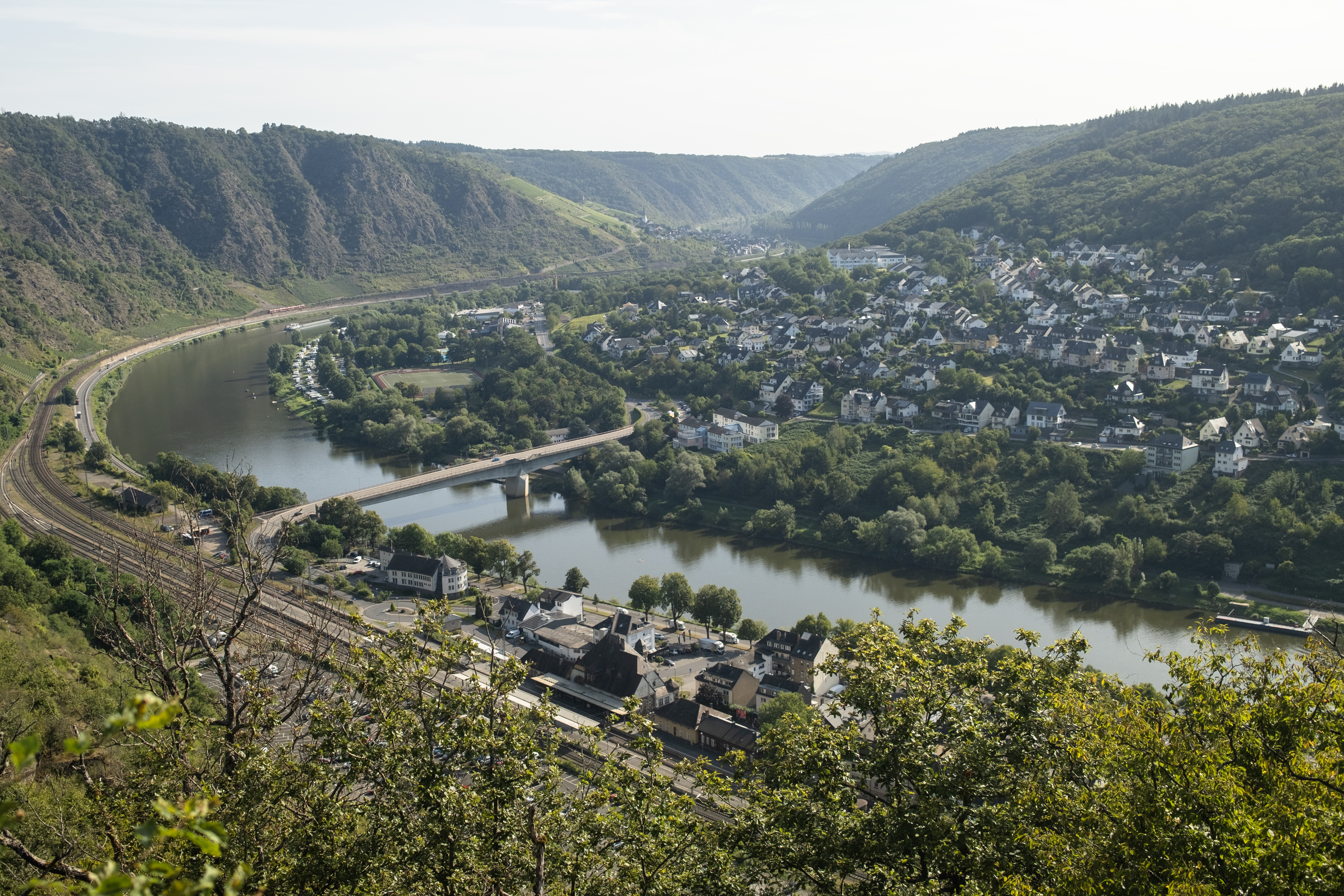
Aussicht an der Bergstation
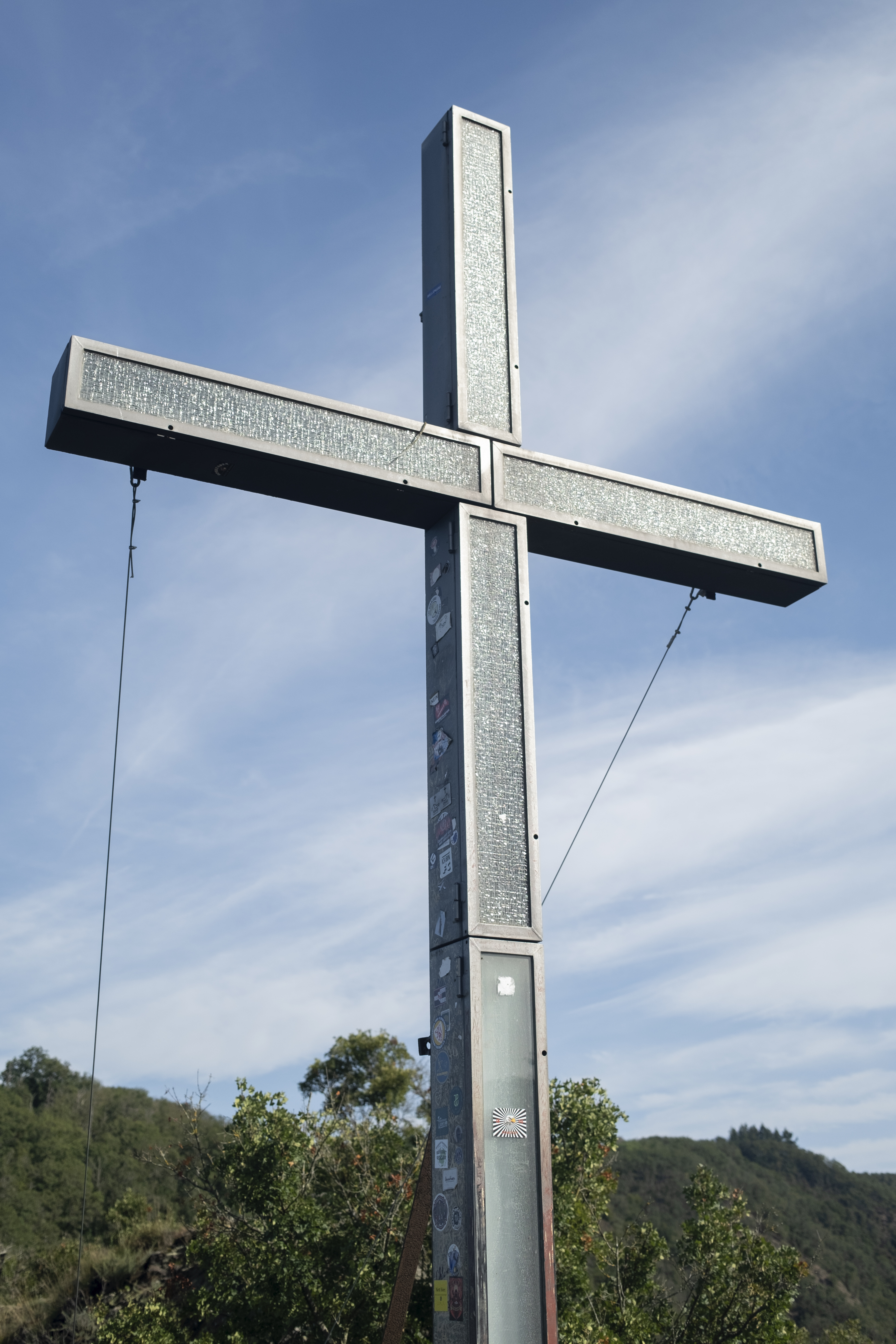
Pinnerkreuz nahe der Bergstation